# Tantillita canula
Tantillita canula är en ormart som beskrevs av Cope 1876. Tantillita canula ingår i släktet Tantillita och familjen snokar. Inga underarter finns listade i Catalogue of Life.
Denna orm förekommer i Mexiko på Yucatánhalvön samt i Guatemala och Belize. Arten lever i låglandet och i kulliga områden upp till 500 meter över havet. Individerna vistas i regnskogar och i andra fuktiga skogar. Tantillita canula gömmer sig ofta i lövskiktet eller mellan stenar. Honor lägger ägg.
För beståndet är inga allvarliga hot kända. Regionala bestånd kan minska på grund av bränder. Hela populationen anses vara stor. IUCN kategoriserar arten globalt som livskraftig.